# Talaromyces lanuginosus
Talaromyces lanuginosus är en svampart som beskrevs av Tsikl. Talaromyces lanuginosus ingår i släktet Talaromyces och familjen Trichocomaceae.   Inga underarter finns listade i Catalogue of Life.